# غاري بي. بروت
غاري بي. بروت (بالإنجليزية: Gary B. Pruitt)‏ هو شخصية أعمال أمريكي، ولد في 1957.

## وصلات خارجية
- غاري بي. بروت على موقع IMDb (الإنجليزية)
- غاري بي. بروت على موقع إن إن دي بي (الإنجليزية)